# Westchester (Illinois)
Westchester – wieś w Stanach Zjednoczonych, w stanie Illinois, w hrabstwie Cook.